# 2 Brygada AL im. Jana Hołoda
2 Północnolubelska (lub Lubelska) Brygada Armii Ludowej im. Jana Hołoda (wcześniej 1 Batalion Gwardii Ludowej/5 Batalion Armii Ludowej im. Jana Hołoda) – związek partyzancki Armii Ludowej sformowany w lasach parczewskich w lipcu 1944 (decyzję podjęto w maju) na bazie istniejącego od września 1943 batalionu GL/AL. Głównym zadaniem brygady powstałej w końcowej fazie okupacji Lubelszczyzny były ataki na wycofujące się pod naporem wojsk radzieckich siły Wehrmachtu oraz sabotaż dróg, mostów i linii kolejowych. Patronem jednostki był kapitan Jan Hołod ps. „Kirpiczny” – jej pierwszy dowódca.

## 1 Batalion GL
Jednostka powstała we wrześniu 1943 w lasach parczewskich z połączenia kilku oddziałów Gwardii Ludowej, był to pierwszy batalion GL w Polsce. Dowództwo Obwodu II przekazało mu do dyspozycji 2 z 5 ciężkich karabinów maszynowych, jakie posiadał w tym okresie obwód. Dowódcą jednostki został mianowany 34-letni były żołnierz 9 pułku artylerii lekkiej (usunięty za działalność w KPP i aresztowany) i pracownik cegielni na ziemiach włączonych po 17 września 1939 do Związku Radzieckiego Jan Hołod ps. „Kirpiczny”.
Trzon batalionu stanowił dowodzony przez Kirpicznego oddział im. Adama Mickiewicza (do wiosny 1943 im. gen. Józefa Bema), który powstał wiosną 1942 z inicjatywy Hołoda i zbiegłego z niemieckiej niewoli starszego lejtnanta Fiodora Kowalowa ps. „Albrecht”. Oddział brał udział m.in. w bitwie w Lasach Parczewskich (6–8 grudnia 1942), zdobyciu Ostrowa Lubelskiego (17 grudnia 1942), zaatakował posterunek policyjny i urząd gminny w Ludwinie (10 czerwca 1943), brał udział w wielu akcjach przeciwko niemieckiej żandarmerii oraz organizował pomoc dla ukrywającej się ludności żydowskiej.

## 5 Batalion AL im. J. Hołoda
6 stycznia 1944 w urządzonej przez hitlerowców zasadzce poległ kpt. Jan Hołod ps. „Kirpiczny” nagrodzony krótko przed śmiercią Krzyżem Grunwaldu klasy I. Po jego śmierci Dowództwo Główne AL nadało jego imię batalionowi, którego był dowódcą. Z dokumentów, które opublikował w swoich wspomnieniach Gustaw Alef ps. „Bolek” wynika, że w późniejszym okresie zmieniono numer batalionu z 1 na 5. Dowództwo po Hołodzie przejął przybyły w 1943 zza Bugu kpt. Aleksander Skotnicki ps. „Zemsta”. Pod jego dowództwem batalion rozrósł się osiągając liczbę prawie 800 partyzantów. W międzyczasie oddział przeprowadził szereg akcji zbrojnych m.in. 16 kwietnia zdobywając Parczew. Dnia 1 i 3 maja we wsi Bójki z inicjatywy oficera oświatowego baonu por. Gustawa Alefa ps. „Bolek” zorganizowane zostały obchody Święta Pracy i Święta Konstytucji 3. Maja, na które zaproszono przebywających w obwodzie Naczelnego Dowódcę AL gen. Michała Żymierskiego ps. „Rola” i wiceprzewodniczącego KRN Zygmunta Goławskiego ps. „Niwa” oraz dowódcę obwodu ppłk Mieczysława Moczara ps. „Mietek”, a także przedstawicieli BCh i AK, w tym uratowany 3 maja z opresji oddział AK por. Zbigniewa Stępki ps. „Zbyszek”, który wkrótce w całości przeszedł do AL. Wówczas podjęto decyzje o przeformowaniu batalionu w brygadę, co przerwała decyzja o wymarszu na południe Lubelszczyzny. Dnia 14 maja 1944 baon wziął udział w bitwie pod Rąblowem (prócz 4 kompanii), ścierając się m.in. z dywizją SS „Wiking”. Po tej bitwie część batalionu powróciła w rejon lasów parczewskich, reszta udała się w lasy janowskie. 18 maja poległ kpt. Zemsta, dowództwo nad jednostką objął pełniący od 12 maja funkcję szefa sztabu por. Zbigniew Stępka ps. „Mara”.

## 2 Brygada AL im. J. Hołoda
Decyzję o przeformowaniu batalionu w brygadę podjął 5 maja 1944 wizytujący oddziały w lasach parczewskich Naczelny Dowódca AL gen. Michał Żymierski ps. „Rola”, jednak weszła ona w życie lipca 1944 rozkazem nowego dowódcy obwodu II ppłk Grzegorza Korczyńskiego ps. „Korczyński”. Formowanie brygady nie zostało w pełni ukończone wskutek walk w drugiej połowie lipca z wycofującymi się jednostkami hitlerowskimi i wyzwoleniu Lubelszczyzny przez Armię Czerwoną. Po wyzwoleniu partyzanci brygady wstępowali z rozkazu jej dowódcy do odrodzonego Wojska Polskiego, a także MO.

## Obsada personalna batalionu[11]
We wrześniu 1943 batalion liczył 160 partyzantów, wczesną wiosną 1944 300 zaś 7 maja 1944 ok. 620 partyzantów. Według Stanisława Supruniuka w szczytowym momencie jednostka liczyła ok. 800 partyzantów.
Dowódca:
- por./kpt. Jan Hołod ps. „Kirpiczny”: wrzesień 1943 – 6 stycznia 1944 (poległ w zasadzce urządzonej przez Niemców)
- por./kpt. Aleksander Skotnicki ps. „Zemsta”: styczeń 1944 – 18 maja 1944 (poległ w walce z Niemcami)
- por./kpt. Zbigniew Stępka ps. „Mara”: od 18 maja 1944

Szef sztabu:
- por. Zbigniew Stępka ps. „Zbyszek”, „Mara”: 14 – 18 maja 1944

Oficer oświatowy:
- ppor./por. Gustaw Alef ps. „Bolek”: 11 kwietnia – 14 maja 1944 (oddzielił się od batalionu po bitwie pod Rąblowem, po czym objął dowództwo nad oddziałem specjalnym obwodu)

Oficer wyszkolenia:
- kpt. Wacław Drozd ps. „Wach”, „Wacek”

Pluton sztabowy:
- Dowódca:
  - sierż./ppor. Józef Gruszczyk ps. „Józek”

Oddział utworzony w sierpniu 1943 do ochrony Sztabu Obwodu II (pierwszym dowódcą był por. Mikołaj Meluch ps. „Kola”, w styczniu 1944 przeniesiony do pracy w sztabie Okręgu 4). Na początku 1944 pluton wszedł w skład batalionu im. Hołoda. Przed tym faktem liczył ok. 40 partyzantów
1 kompania:
- Dowódca:
  - por. Jan Wójtowicz ps. „Maciek”
- Zastępcy dowódcy:
  - por. Leon Marzęta ps. „Leszek” (w 1944 przeniesiony do pracy w sztabie Okręgu 4)
  - ppor. Jan Białek ps. „Biały”

Oddział utworzony jesienią 1943 z części oddziału Franka, nowych ochotników oraz ocalałych partyzantów z rozbitego oddziału im. Emilii Plater. Na początku 1944 wszedł w skład batalionu, przedtem liczył ok. 70 partyzantów. W skład kompanii wchodziły m.in. pluton gospodarczy i drużyna sanitarna.
2 kompania:
- Dowódca:
  - ppor. Jan Litko ps. „Janek”: od marca 1944

3 kompania:
- Dowódca:
  - por. Stanisław Gajuś ps. „Stach”

4 kompania:
- Dowódca:
  - por. Chyl Grynszpan ps. „Chyl”

Utworzona w 1943 z mieszkających w rejonie Parczewa Żydów. Pod koniec roku włączono do niej niedobitki oddziału im. Emilii Plater.
Kompania Straży Chłopskiej Niwy (od początku maja 1944):
- Dowódca:
  - kpt. Wacław Drozd ps. „Wach”, „Wacek” (także oficer wyszkolenia)

Utworzona w Ostrowie Lubelskim z inicjatywy miejscowego komendanta BCh kpt. Zygmunta Goławskiego ps. „Niwa” (późniejszy członek Wojewódzkiej Rady Narodowej), w marcu 1944 oddział przeszedł pod komendę AL.

## Obsada personalna brygady[11]
Według Piotra Matusaka brygada liczyła ok. 300 partyzantów w fazie formowania w lipcu 1944.
Dowódca:
- kpt. Zbigniew Stępka ps. „Mara” (20 lipca został wzięty do niewoli w lasach parczewskich)

Kompania sztabowa:
- Dowódca:
  - ppor. Józef Gruszczyk ps. „Józek”

1 kompania:
- Dowódca:
  - por. Jan Białek ps. „Janek Biały”

2 kompania:
- Dowódca:
  - ppor. Jan Litko ps. „Janek”

3 kompania:
- Dowódca:
  - por. Stanisław Gajuś ps. „Stach”

4 kompania:
- Dowódca:
  - por. Chyl Grynszpan ps. „Chyl”